# Philodicus dubius
Philodicus dubius är en tvåvingeart som beskrevs av Ricardo 1921. Philodicus dubius ingår i släktet Philodicus och familjen rovflugor. Inga underarter finns listade i Catalogue of Life.